# Neuer Friedhof Mühlau

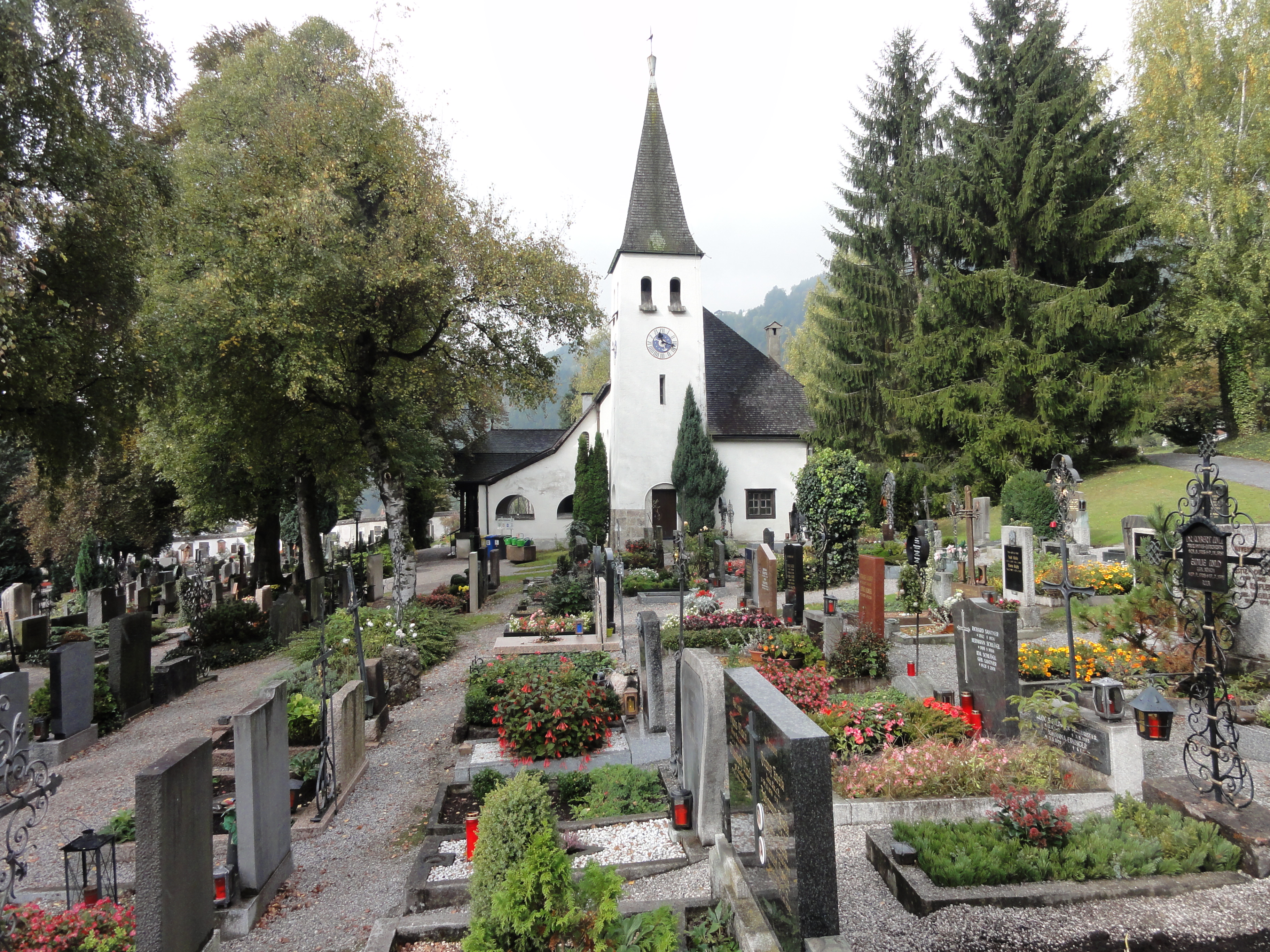
Der Friedhof mit Kapelle (Blick nach Westen)

Der Neue Friedhof Mühlau, meist einfach als Mühlauer Friedhof bezeichnet, ist ein Friedhof im Innsbrucker Stadtteil Mühlau, der insbesondere als Begräbnisstätte Georg Trakls und weiterer Dichter Bekanntheit erlangt hat. Der unter Denkmalschutz stehende Friedhof ist unter städtischer Verwaltung und dient als sogenannter Sonderfriedhof für die Beisetzung von Verstorbenen des Stadtteils. Er ist einer von mehreren Friedhöfen in Innsbruck.

## Geschichte

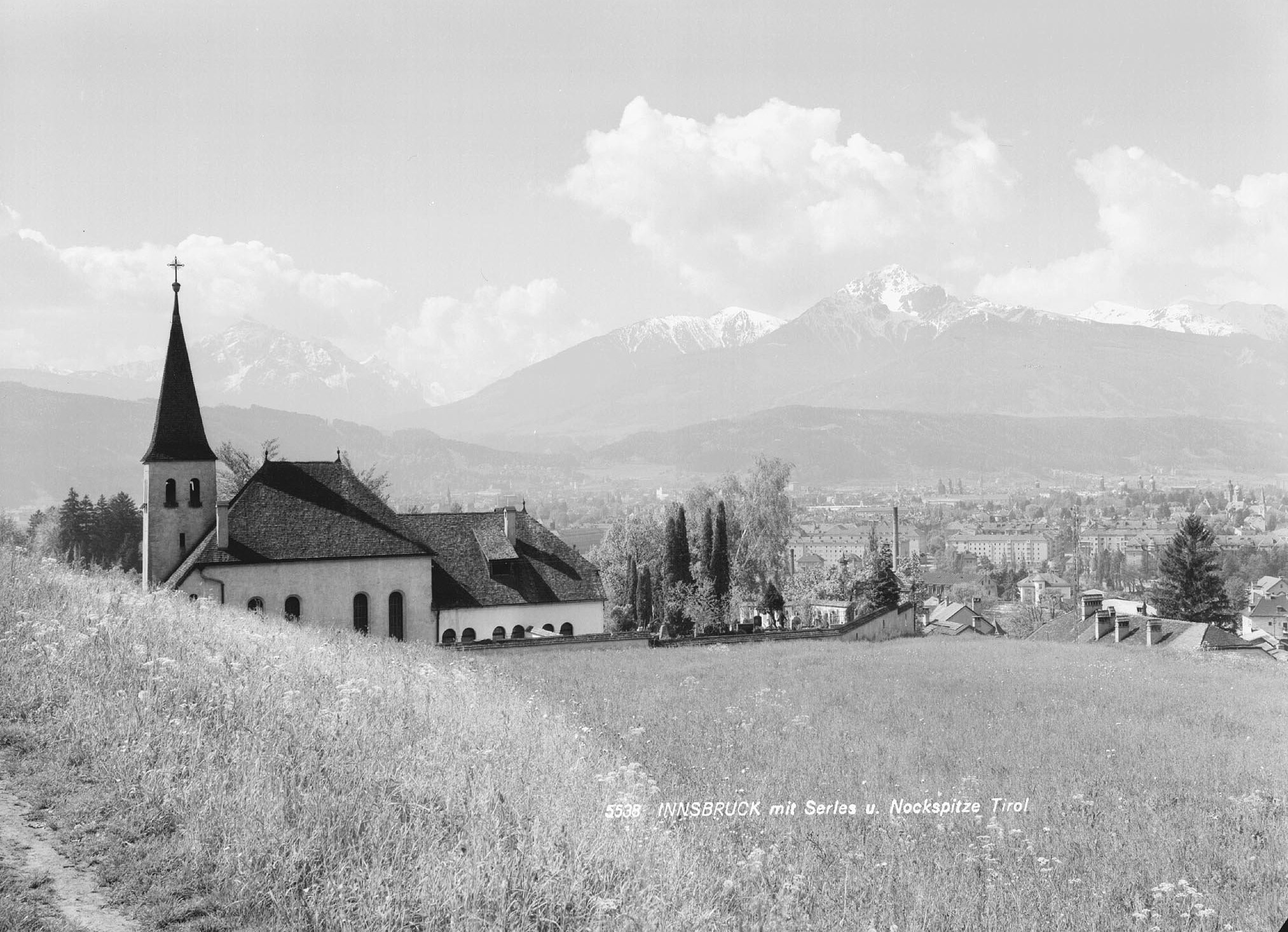
Der Friedhof um 1960 (vor der Erweiterung in Richtung Norden)

Der ursprüngliche Friedhof des bis 1938 selbständigen Dorfes Mühlau befindet sich um die Pfarrkirche oberhalb des Ortskerns. 1914/1915 wurde die Anlage eines neuen Friedhofs beschlossen, doch dauerte es bis 1926, bis er eröffnet werden konnte.
1986 wurde der wiederum zu klein gewordene Friedhof um 4.000 m² mit Platz für 1842 Gräber erweitert. Um Platz für zukünftige Erweiterungen zu haben, hat die Stadt insgesamt fast 10.000 m² Grund angekauft.

## Beschreibung

### Friedhofsareal
Der nach Plänen von Wilhelm Stigler gestaltete neue Friedhof liegt am Hang des Scheibenbichls, gegenüber der Pfarrkirche mit dem alten Friedhof auf der anderen Seite des Mühlauer Baches. Das nach Norden spitz zulaufende Grundstück des neuen Friedhofs hat eine Fläche von 10.400 m². Die Anlage ist von einer mit Holzschindeln gedeckten Mauer umgeben und verfügt im Westen und Südwesten über Eingänge mit schmiedeeisernen Spitzbogentoren, die um 1926 geschaffen wurden. Die ursprüngliche Anlage des neuen Friedhofs ist dicht mit Bäumen bestanden und in 18 Grabfelder unterteilt. Die Erweiterung von 1986 schließt sich nördlich an, die östliche Hälfte ist als Bereich für Urnengräber in Terrassen angelegt. Am nördlichen Ende des zentralen Weges wurde ein Kruzifix von Hans Pontiller aufgestellt.

### Friedhofskapelle
In der Nordwestecke der ursprünglichen Anlage befindet sich die 1926 errichtete Friedhofskapelle mit der Einsegnungshalle und einem Verwaltungsbau. Der den unterschiedlichen Räumen entsprechend differenziert gestaltete Gebäudekomplex ist mit Holzschindeln gedeckt, in der Südostecke befindet sich ein Turm mit Spitzhelm. Die Fassade ist durch Rundbogen gegliedert. Auf der Südseite verläuft ein durchgehender, kreuzgratgewölbter Arkadengang, der im Bereich der Kapelle als Eingang gestaltet und leicht überhöht ist. Im Inneren ist die Kapelle ein zweijochiger Saal mit Tonnengewölbe mit Stichkappen. Die Fresken wurden 1935 von Toni Kirchmayr geschaffen.

## Auf dem Friedhof bestattete Persönlichkeiten

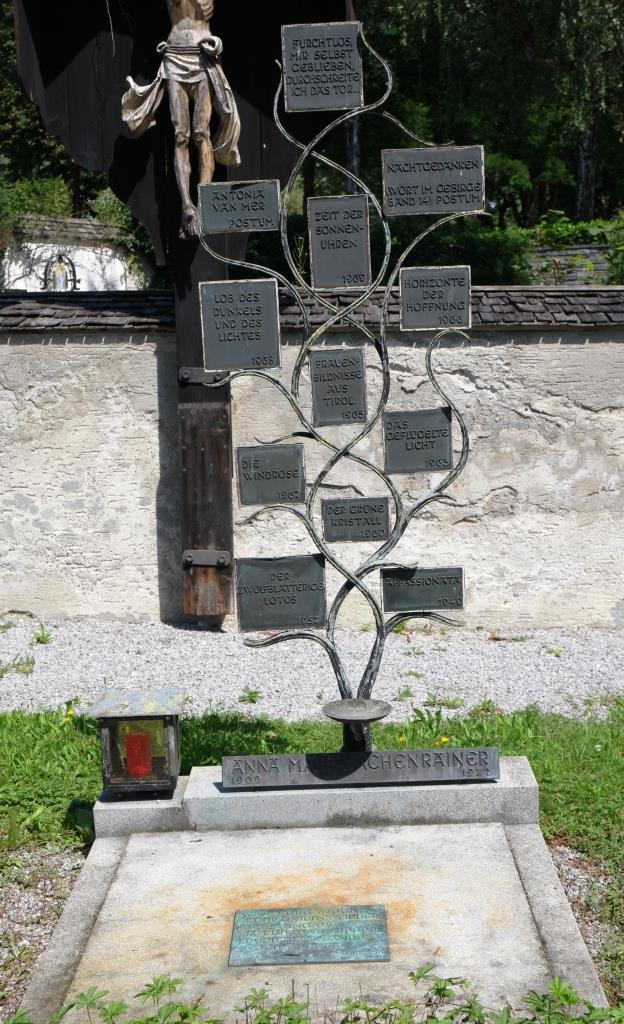
Grab von Anna Maria Achenrainer

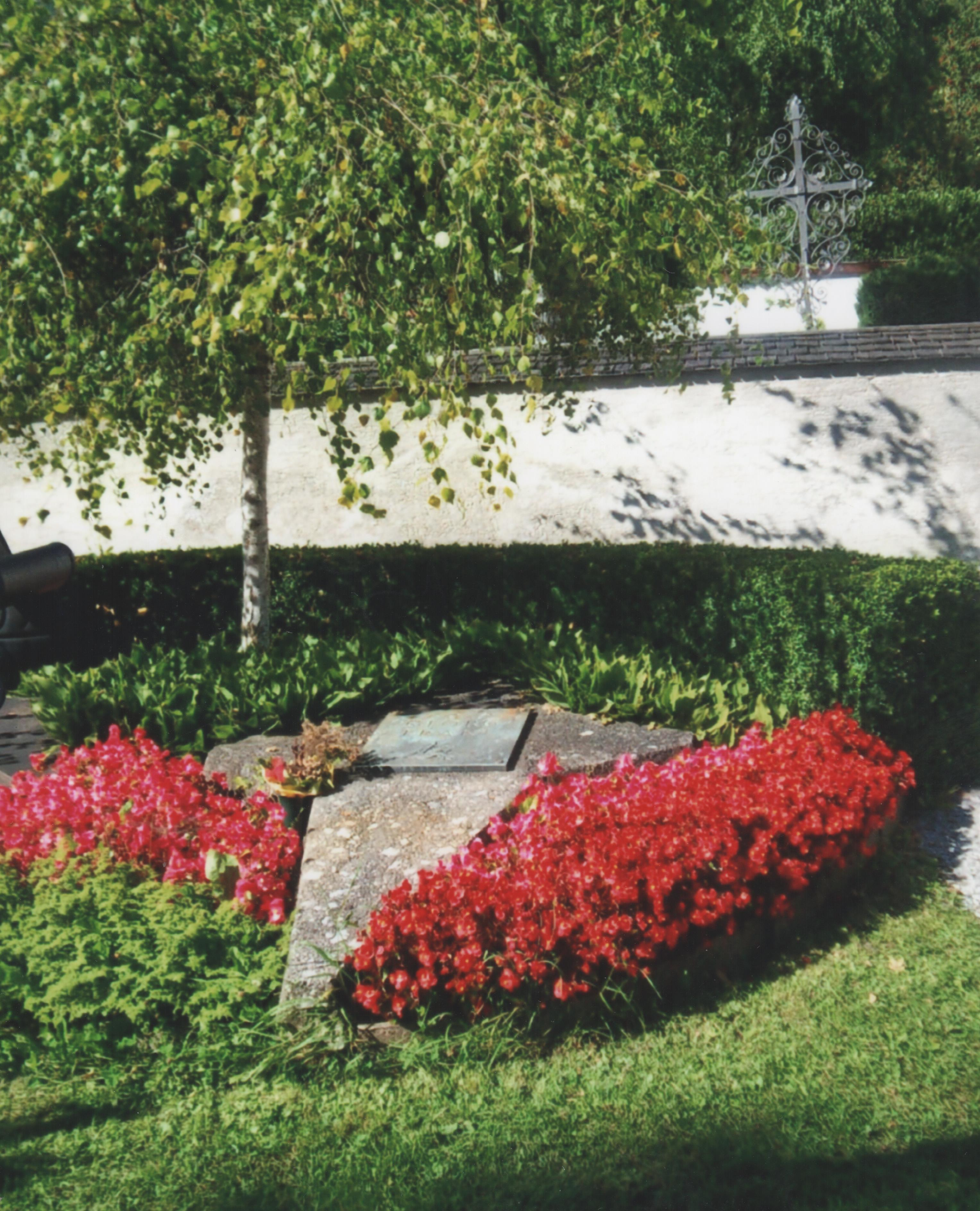
Grab von Georg Trakl

- Anna Maria Achenrainer (1909–1972), Dichterin
- Carl Dallago (1869–1949), Schriftsteller
- Ernst Degn (1904–1990), Maler
- Gerhild Diesner (1915–1995), Malerin
- Theodor Paul Erismann (1883–1961), Psychologe
- Ludwig von Ficker (1880–1967), Schriftsteller und Verleger *
- Julian Frick (1933–2012), Urologe
- Leo von Hibler (1884–1956), Anglist
- Hermann Graf Keyserling (1880–1946), Philosoph *
- Wilfried Kirschl (1930–2010), Maler und Kunstpublizist
- Josef Leitgeb (1897–1952), Schriftsteller
- Joseph Georg Oberkofler (1889–1962), Jurist, Erzähler und Lyriker
- Charlotte (1923–2005) und Karl Pfeiler (1920–1990), Architekten
- Hanno Schlögl (1944–2020), Architekt
- Wilhelm Stigler (1903–1976), Architekt[5]
- Georg Trakl (1887–1914), Dichter *
- Lois Weinberger (1947–2020), Künstler[5]
- Ignaz Zangerle (1905–1987), Erwachsenenbildner

Georg Trakl wurde ursprünglich am 6. November 1914 in Krakau beigesetzt, wo er im Ersten Weltkrieg als Militärapotheker stationiert war. Sein Freund und Förderer Ludwig von Ficker ließ den Leichnam 1925 nach Innsbruck überführen, wo er seinem Wunsch entsprechend am 7. Oktober am Mühlauer Friedhof beerdigt wurde. Auch Ficker selbst und zahlreiche weitere Schriftsteller aus dem Umkreis der von Ficker herausgegebenen Zeitschrift Der Brenner fanden später auf dem Mühlauer Friedhof ihre letzte Ruhestätte. Am 5. Juli 1948 besuchte Paul Celan das Grab von Georg Trakl und legte Blumen nieder.